# Collegio plurinominale Lombardia 3 - 02 (2020)
Il collegio elettorale plurinominale Lombardia 3 - 02 è un collegio elettorale plurinominale della Repubblica italiana per l'elezione della Camera dei deputati.

## Territorio
Come previsto dalla legge n. 51 del 27 maggio 2019, il collegio è stato definito tramite decreto legislativo all'interno della Circoscrizione Lombardia 3.
Il collegio comprende la zona definita dai tre collegi uninominali Lombardia 3 - 03 (Lumezzane), Lombardia 3 - 04 (Brescia) e Lombardia 3 - 05 (Desenzano del Garda) quindi tutto il territorio della provincia di Brescia che rientra nella Circoscrizione Lombardia 3 (esclusi quindi i 10 comuni della circoscrizione Lombardia 4).

## XIX legislatura

### Risultati elettorali
|                               | Fratelli d'Italia                                       | 205 425 | 31,97 | 2 | 362 970 | 56,48 | 3 |  |  |
|                               | Lega per Salvini Premier                                | 102 122 | 15,89 | 1 | 362 970 | 56,48 | 3 |  |  |
|                               | Forza Italia                                            | 50 585  | 7,87  | 1 | 362 970 | 56,48 | 3 |  |  |
|                               | Noi Moderati                                            | 4 838   | 0,75  | – | 362 970 | 56,48 | 3 |  |  |
|                               | Partito Democratico - Italia Democratica e Progressista | 108 760 | 16,92 | 1 | 149 428 | 23,25 | – |  |  |
|                               | Alleanza Verdi e Sinistra                               | 20 887  | 3,25  | – | 149 428 | 23,25 | – |  |  |
|                               | +Europa                                                 | 17 749  | 2,76  | – | 149 428 | 23,25 | – |  |  |
|                               | Impegno Civico – Centro Democratico                     | 2 032   | 0,32  | – | 149 428 | 23,25 | – |  |  |
|                               | Azione - Italia Viva                                    | 61 137  | 9,51  | 1 | 61 137  | 9,51  | – |  |  |
|                               | Movimento 5 Stelle                                      | 39 114  | 6,09  | – | 39 114  | 6,09  | – |  |  |
|                               | Italexit                                                | 10 861  | 1,69  | – | 10 861  | 1,69  | – |  |  |
|                               | Unione Popolare                                         | 6 801   | 1,06  | – | 6 801   | 1,06  | – |  |  |
|                               | Italia Sovrana e Popolare                               | 6 090   | 0,95  | – | 6 090   | 0,95  | – |  |  |
|                               | Vita                                                    | 5 417   | 0,84  | – | 5 417   | 0,84  | – |  |  |
|                               | Noi di Centro – Europeisti                              | 790     | 0,12  | – | 790     | 0,12  | – |  |  |
| Totale                        | Totale                                                  | 642 608 | 100   | 6 | 642 608 | 100   | 3 |  |  |
|                               |                                                         |         |       |   |         |       |   |  |  |
| Voti non validi               | Voti non validi                                         | 25 626  | 3,83  |   |         |       |   |  |  |
| Votanti                       | Votanti                                                 | 668 234 | 73,43 |   |         |       |   |  |  |
| Elettori                      | Elettori                                                | 909 980 |       |   |         |       |   |  |  |
|                               |                                                         |         |       |   |         |       |   |  |  |
| Data: 25 settembre 2022       |                                                         |         |       |   |         |       |   |  |  |
| Fonte: Ministero dell'interno |                                                         |         |       |   |         |       |   |  |  |

### Eletti

#### Eletti nei collegi uninominali
Eletti nella coalizione di centro-destra (FdI - Lega - FI - NM)
| Collegio uninominale   | Eletto | Eletto               | Partito           |
| ---------------------- | ------ | -------------------- | ----------------- |
| 3. Lumezzane           |        | Simona Bordonali     | Lega              |
| 4. Brescia             |        | Maurizio Casasco     | Forza Italia      |
| 5. Desenzano del Garda |        | Giangiacomo Calovini | Fratelli d'Italia |

#### Eletti nella quota proporzionale
| Fratelli d'Italia              | Partito Democratico-IDP | Lega             | Azione - Italia Viva | Forza Italia |
| ------------------------------ | ----------------------- | ---------------- | -------------------- | ------------ |
|                                |                         |                  |                      |              |
| Luca Sbardella Cristina Almici | Gian Antonio Girelli    | Paolo Formentini | Fabrizio Benzoni     | Luca Squeri  |